# 가성치매
가성치매(假性痴呆)는 실제의 지능 저하가 없음에도 불구하고 마치 치매인 것 같은 증상을 나타내는 상태의 총칭이다.

## 개요
대표적인 것이 주요우울장애에 의한 가성치매이다. 주요우울장애를 구성하는 증상으로는 집중력 및 기억력 · 의욕 저하 등이 있으며, 특히 노인의 경우 이 증상이 두드러지기 쉬워 마치 인지증에 걸린 듯한 인상을 줄 수 있다. 그러나 실제의 지능장애는 아니기 때문에, 항우울제 등을 이용한 치료로 개선할 수 있다.
전신질환으로는 갑상선기능저하증에 의한 것을 간과해서는 안 된다. 중추신경질환에 기인하는 것 중에서는 만성경막하혈종 · 정상압수두증이 치매와 유사한 증상을 나타내며, 이들 또한 원 질환의 치료를 통하여 개선을 기대할 수 있다(단, 중추신경질환에 의한 치매를 가성치매라고 일컫는 경우는 흔치 않다).
구금 반응의 증상 중 하나인 비논리적 응답, 즉 간젤 증후군도 가성치매라고 일컬어지는 경우가이다. 이는 꾀병으로도 보이는 기묘한 언동을 보이는 것인데, 구금 반응은 우울 증세를 동반하는 것이 많으며 이와 더불어 고도의 지능 손실이 일어난 것으로 보일 수 있다.